# George Willem van Palts-Birkenfeld
George Willem van Palts-Birkenfeld (Ansbach, 6 augustus 1591 - Birkenfeld, 25 december 1669) was van 1600 tot aan zijn dood hertog van Palts-Birkenfeld. Hij behoorde tot het huis Palts-Birkenfeld.

## Levensloop
George Willem was de oudste zoon van hertog Karel I van Palts-Birkenfeld uit diens huwelijk met Dorothea, dochter van hertog Willem van Brunswijk-Lüneburg. 
In 1600 volgde hij zijn vader op als hertog van Palts-Birkenfeld. Zolang hij minderjarig was, stond hij onder het regentschap van Filips Lodewijk van Palts-Neuburg en Johan I van Palts-Zweibrücken. In 1630 stond hij de heerlijkheid Bischwiller af aan zijn jongere broer Christiaan I. Vanaf 1616 regeerde hij samen met markgraaf Willem van Baden-Baden ook over het graafschap Sponheim, waarbij hij de contrareformatorische neigingen van zijn mederegent moest intomen.
Onder zijn bewind werd de bouw van het slot van Birkenfeld, dat door zijn vader was begonnen, voleindigd en in 1669 legde hij de eerste steen van de slotkapel. Hij gold als een spaarzame en omzichtige heerser, maar kon door de Dertigjarige Oorlog beperkt handelen. In 1635 werden zijn landerijen bezet door keizerlijke troepen en hetzelfde jaar kostte een pestepidemie in Palts-Birkenfeld het leven aan 416 mensen.
In 1666 riep hij Günter Heyler als hofprediker naar Birkenfeld. Daarnaast was hij onder de gezelschapsnaam de Andere lid van het literaire Vruchtdragende Gezelschap.
George Willem stierf op kerstdag 1669 op 78-jarige leeftijd.

## Huwelijken en nakomelingen
In 1616 huwde hij in Neuenstein met zijn eerste echtgenote Dorothea (1586-1625), dochter van graaf Otto van Solms-Sonnenwalde. Ze kregen zes kinderen:
- Dorothea Amalia (1618-1635)
- Anna Sophia (1619-1680), abdis van de Abdij van Quedlinburg
- Elisabeth Juliana (1620-1651)
- Maria Magdalena (1622-1689), huwde in 1644 met graaf Anton Günther I van Schwarzburg-Sondershausen
- Clara (1624-1628)
- Karel II Otto (1625-1671), hertog van Palts-Birkenfeld

Na de dood van zijn eerste echtgenote hertrouwde hij op 30 november 1641 in Birkenfeld met Juliana (1616-1647), dochter van wild- en landgraaf Johan van Salm-Graubach. Het huwelijk werd al op 18 november 1642 ontbonden, nadat Juliana op 14 februari 1642 een kind ter wereld bracht dat duidelijk voor het huwelijk was verwekt en van wie de echte vader Rijngraaf Johan Lodewijk van Salm-Dhaun was.
Op 8 maart 1649 vond in Harburg zijn derde huwelijk plaats. De bruid was ditmaal Anna Elisabeth (1603-1673), dochter van graaf Lodewijk Everhard van Oettingen-Oettingen. Dit huwelijk bleef kinderloos.